# Stazione di Atena Lucana (FCL)
Stazione di Atena Lucana (FCL) 1966-ban bezárt vasútállomás Olaszországban, Atena Lucana településen.

## Vasútvonalak
Az állomást az alábbi vasútvonalak érintették:
- Atena Lucana–Marsico Nuovo-vasútvonal

## Kapcsolódó állomások
A vasútállomáshoz az alábbi állomások vannak a legközelebb: